# Cantón de Vendôme-1
El cantón de Vendôme-1 era una división administrativa francesa, que estaba situada en el departamento de Loir y Cher y la región de Centro-Valle de Loira.

## Composición
El cantón estaba formado por cinco comunas, más una fracción de la comuna que le daba su nombre:
- Azé
- Mazangé
- Naveil
- Thoré-la-Rochette
- Vendôme (fracción)
- Villiers-sur-Loir

## Supresión del cantón de Vendôme-1
En aplicación del Decreto n.º 2014-213 de 21 de febrero de 2014, el cantón de Vendôme-1 fue suprimido el 22 de marzo de 2015 y sus 6 comunas pasaron a formar parte; cuatro del nuevo cantón de Vendôme y dos del nuevo cantón de Montoire-sur-le-Loir.